# 中华人民共和国因战因公伤残人员证

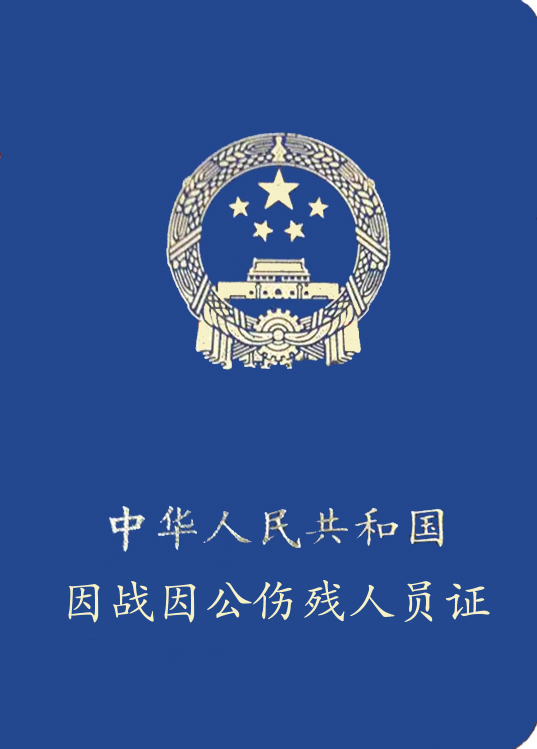
中华人民共和国因战因公伤残人员证

中华人民共和国因战因公伤残人员证是用于证明中华人民共和国因战因公伤残人员的残疾性质和残疾等级的证件。

## 简介
1997年4月1日，中华人民共和国民政部发布《伤残抚恤管理暂行办法》，自发布之日起执行。 其中第七条规定：“（二）民兵、民工、农村村民、城镇居民、学生因战因公致残，发给《民兵民工伤残抚恤证》。”
根据中华人民共和国民政部2004年下发的《关于换發伤残人员证件的通知》，2004年12月1日至2005年6月30日，中华人民共和国集中为伤残人员换發新式证件。此次换發的有《残疾军人证》、《伤残人民警察证》、《伤残国家机关工作人员证》、《伤残民兵民工证》，其中《残疾军人证》封皮为红色，其他三种封皮为蓝色，封面烫金印有中华人民共和国国徽，证件采用多种防伪技术。为保护伤残人员的隐私并适应新修订的《军人抚恤优待条例》的规定，新式证件一律取消了伤残待遇及残情介绍等栏目。2005年7月1日起，旧证停止使用。 
2007年7月31日，中华人民共和国民政部令第34号公布《伤残抚恤管理办法》，自2007年8月1日起施行，1997年民政部颁布的《伤残抚恤管理暂行办法》同时废止。《伤残抚恤管理办法》第十二条规定，“（四）其他人员因战因公致残的，发给《中华人民共和国因战因公伤残人员证》。”此处的“其他人员”是指除第十二条规定的“退役军人在服役期间因战因公因病致残的”、“人民警察因战因公致残的”、“公务员以及参照《中华人民共和国公务员法》管理的国家机关工作人员因战因公致残的”之外的其他人员。